# Jaílton
Jaílton, właśc. Jaílton da Cruz Alves (ur. 19 kwietnia 1982 w Aracaju) – brazylijski piłkarz, występujący na pozycji defensywnego pomocnika.

## Kariera klubowa
Jaílton rozpoczął piłkarską karierę w Club Sportivo Sergipe w 2002. Potem grał krótko w Américe Belo Horizonte, Tupi oraz Ipatindze, skąd wyjechał do Europy, do Portugalii, gdzie grał w Vitórii Guimarães i Estreli Amadora.
Po powrocie do Brazylii grał ponownie w Ipatindze, skąd przeszedł do słynnego CR Flamengo w 2007. Z klubem z Rio de Janeiro dwukrotnie zdobył mistrzostwo stanu Rio de Janeiro – Campeonato Carioca w 2007 i 2008 roku.
Pierwszą część 2009 roku spędził na wypożyczeniu u lokalnego rywala Flamengo - Fluminense FC.
Drugą część 2009 roku spędził w Coritiba FBC, z którą wypadł z pierwszej ligi.
W latach 2010–2011 był zawodnikiem Ipatingi, z którą spadł do trzeciej ligi. Na początku 2012 został ponownie zawodnikiem trzecioligowego Tupi FC.